# Pol Roger
Pol Roger — французский винодельческий дом шампанских вин, один из последних Великих винодельческих домов Шампани находящийся в семейном управлении наследников Поля Роже и сохранивший свою независимость. Винодельческий дом был основан в 1849 году и имеет долгие и прочные торговые связи с британским рынком сбыта, который среди других 80 стран, куда экспортируется шампанское Pol Roger, является самым важным для предприятия.

## История
Отец Поля Роже, бывший по профессии нотариусом, скончался в 1849 году, когда юному Полю исполнилось 18 лет. Поначалу он был вынужден заняться оптовой торговлей шампанскими винами в городке Аи, где жила его семья. Но вскоре он основал свой винодельческий дом. Спустя два года семья переехала в Эперне, где его бизнес получил дальнейшее развитие. Поль Роже скончался в 1899 году и дело перешло к его двум сыновьям. Морис отвечал за коммерческую деятельность, а Жорж занимался производством вина. Спустя год произошло обрушение здания предприятия и винного погреба. Для восстановления утраченных запасов потребовалось несколько лет.
В 1900 году французские власти положительно отнеслись к просьбе братьев использовать имя отца в своей фамилии, чтобы увековечить память о нём. С тех пор члены семьи носят фамилию Поль-Роже (фр. Pol-Roger).
Сэр Уинстон Черчилль считается безоговорочным поклонником этой марки шампанского. Он более 20 лет был в добрых дружеских отношениях с Одетт Поль-Роже и в его память дом Pol Roger с 1984 года выпускает свой престижный кюве под именем Sir Winston Churchill, начав с винтажа 1975 года.
Владельцы дома Pol Roger являются членами ассоциации Primum Familiae Vini (с лат. — «Великие винодельческие семьи»). В эту ассоциацию входят потомки основателей винодельческих домов, которые до настоящего времени сохранили контроль за своими предприятиями. В 2005 году члены ассоциации посетили Москву и семью Pol Roger представлял Юбер де Бийи (фр. Hubert de Billy).

## Продукция

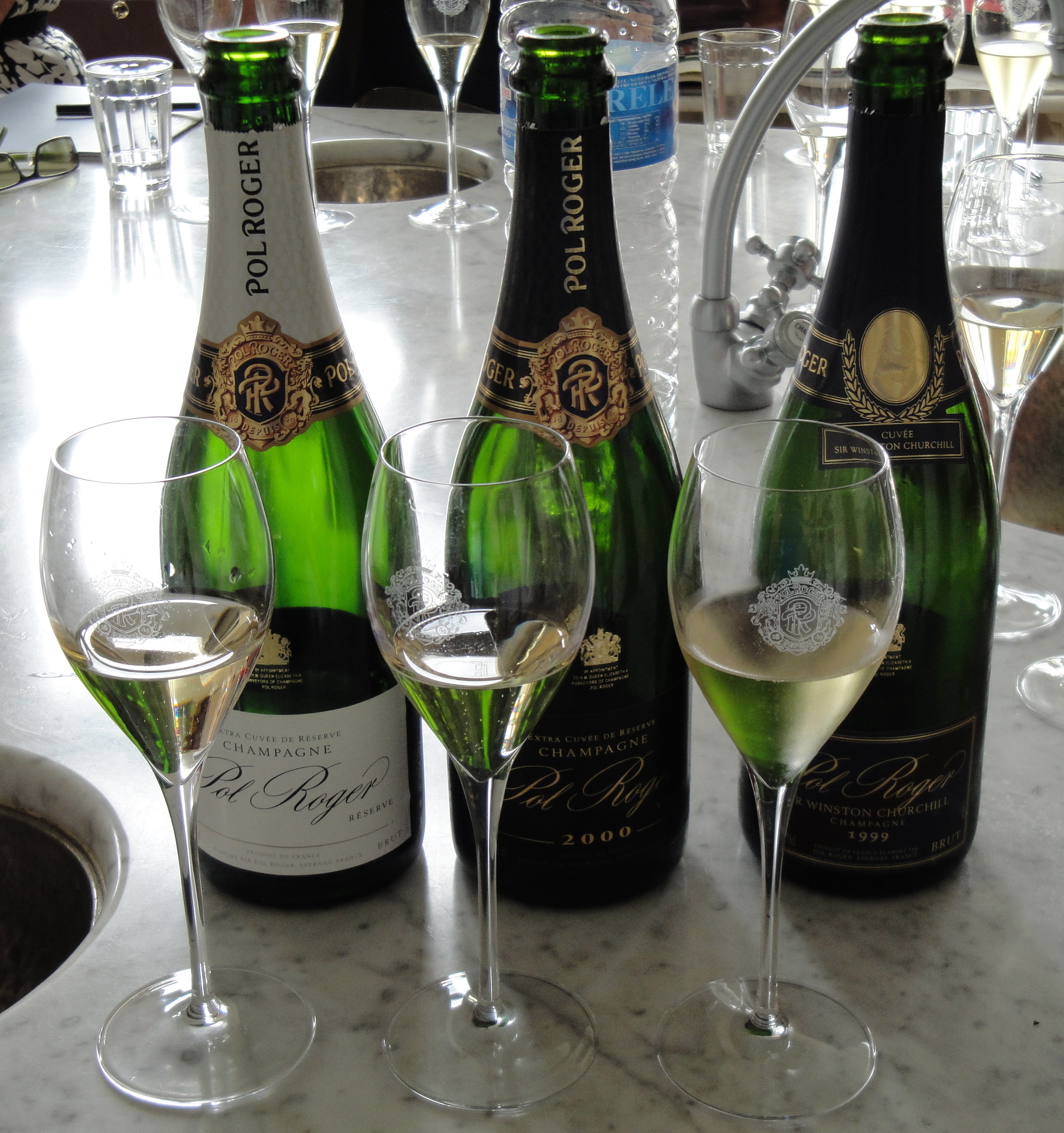
Дегустация шампанского Pol Roger

Дом Pol Roger является самым маленьким по объёму производства шампанского среди Великих домов шампанских вин, но одним из первых по престижности и авторитету. Семейные активы способствуют сохранению и развитию признанной репутации производителя качественных шампанских вин:
- 85 гектаров превосходных виноградников, удачно расположенных на лучших землях Долины Эперне и в районе Кот-де-Блан;
- дополнительные поставки винограда самостоятельными виноградарскими хозяйствами из числа отборных виноградников региона Шампани;
- винные погреба, имеющие общую длину 7 км, вырытые на трёх последовательных уровнях в залежах  известняка (до 35 метров под землёй), являются самыми глубокими и прохладными во всём винодельческом регионе Шампань.
- На хранении находится 6,5 миллионов бутылок шампанского, созревающих постепенно; этого количества достаточно на 5 лет торговли.

К разряду престижных кюве дома Pol Roger принадлежит миллезимное шампанское Cuvée Sir Winston Churchill. Помимо этого выпускаются еще три вида миллезимного шампанского: Brut Vintage, Blanc de blancs и Rosé Vintage, а также три вида немиллезимных кюве: Pure Brut (без добавления сахара), Brut Réserve и Rich (сладкое)
Pol Roger Brut Vintage, как правило, является смесью 40% шардоне и 60% пино нуар, хотя это соотношение может меняться.